# Kanton Orthez
Kanton Orthez (francouzsky Canton d'Orthez) je francouzský kanton v departementu Pyrénées-Atlantiques v regionu Akvitánie. Tvoří ho 13 obcí.

## Obce kantonu
- Baigts-de-Béarn
- Balansun
- Bonnut
- Castétis
- Lanneplaà
- Orthez
- Puyoô
- Ramous
- Saint-Boès
- Saint-Girons-en-Béarn
- Salles-Mongiscard
- Sallespisse
- Sault-de-Navailles